# جولین نات
جولین نات (انگلیسی: Julian Nott؛ ۲۴ نوامبر ۱۹۶۰) آهنگساز اهل بریتانیا است.
از فیلم‌ها یا مجموعه‌های تلویزیونی که وی در آن‌ها نقش داشته است، می‌توان به پپا پیگ، والاس و گرومیت: نفرین موجود خرگوش‌نما، سرود کریسمس: فیلم، لورنا دون و اصلاح سه‌تیغ اشاره نمود.